# Ornithidium distichum
Ornithidium distichum är en orkidéart som beskrevs av John Lindley. Ornithidium distichum ingår i släktet Ornithidium och familjen orkidéer. Inga underarter finns listade i Catalogue of Life.